# Proloog uit Boris Godoenov (Stravinsky)
De Proloog uit Boris Godoenov (W-VI) is een arrangement van Igor Stravinsky van het koor uit de proloog van de opera Boris Godoenov van Modest Moessorgski, die hij in Morges in Zwitserland schreef voor zijn kinderen.
Het arrangement is niet gepubliceerd.

## Oeuvre
Zie het Oeuvre van Igor Stravinsky voor een volledig overzicht van het werk van Stravinsky.